# Zacharia C. Panțu

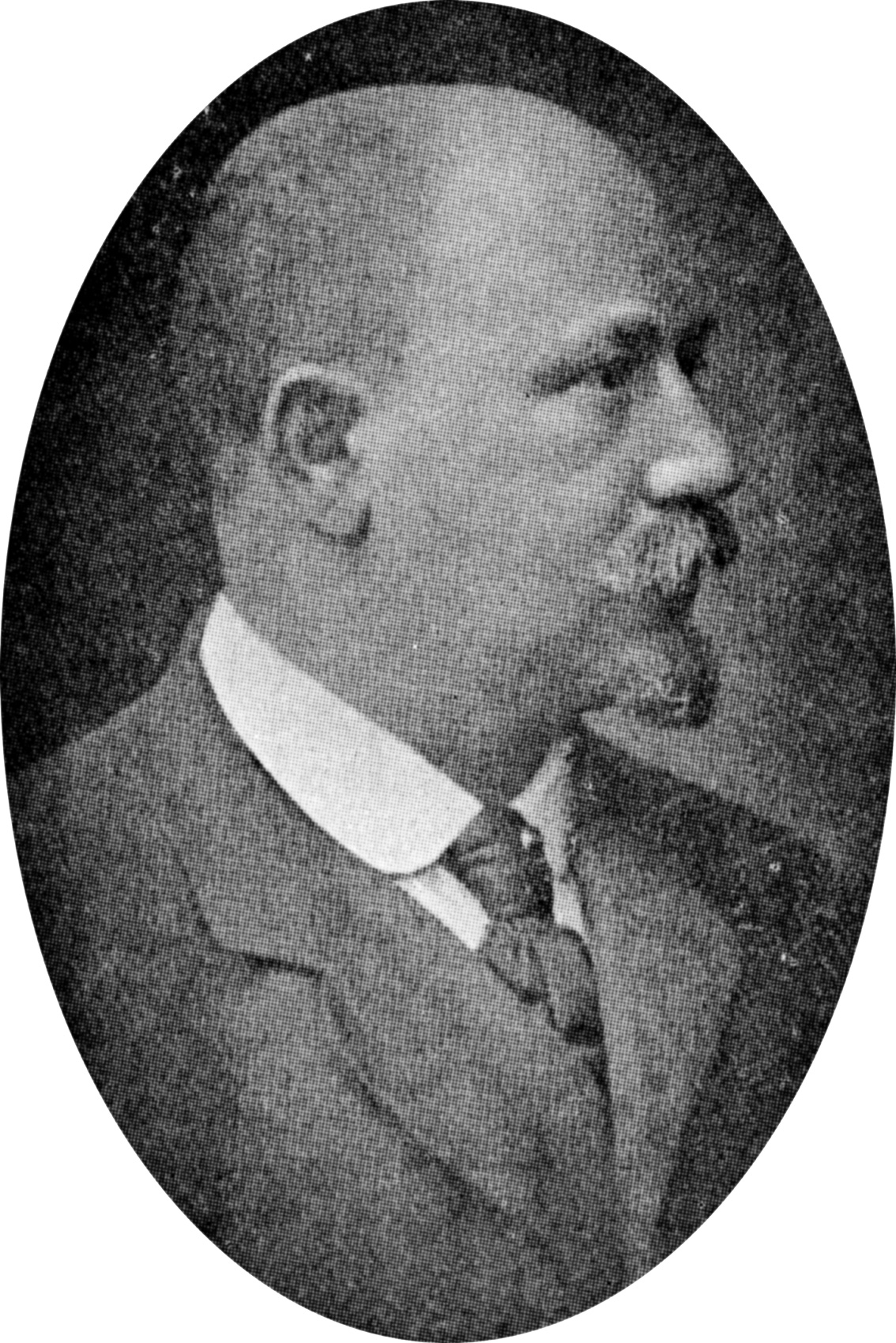
Zacharia C. Panţu

Zacharia C. Panțu (Boekarest, 1866 - aldaar, 19 maart 1934) was een Roemeense botanicus.